# Maure-de-Bretagne
Maure-de-Bretagne (en bretó Anast, en gal·ló Maurr) és un municipi francès, situat a la regió de Bretanya, al departament d'Ille i Vilaine. L'any 2006 tenia 2.911 habitants.

## Demografia
| 1962                                       | 1968  | 1975  | 1982  | 1990  | 1999  |
| ------------------------------------------ | ----- | ----- | ----- | ----- | ----- |
| 2.492                                      | 2.646 | 2.516 | 2.496 | 2.552 | 2.470 |
| Des de 1962: població sense dobles comptes |       |       |       |       |       |

## Administració
| Període   | Identitat        | Partit        |
| --------- | ---------------- | ------------- |
| 1925-1929 | Camille Lagrée   |               |
| 1929-1959 | Joseph Lagrée    |               |
| 1959-1973 | Anne De Talhouët |               |
| 1973-1995 | Georges François | Divers droite |
| 1995-2008 | Jean Marsollier  | Divers droite |
| 2008-     | Michel Chiron    |               |